# 中国共产党湛江市委员会
中国共产党湛江市委员会，简称中共湛江市委，是中国共产党在广东省湛江市的领导机关。
中共湛江市委由中国共产党湛江市代表大会选举产生。在代表大会闭会期间，执行中国共产党广东省委员会的指示和中国共产党湛江市代表大会的决议，领导湛江市的工作，定期向中国共产党广东省委员会报告工作。
中国共产党湛江市委员会常务委员会是中共湛江市委的常设机关，由市委全体会议选举，在市委全体会议闭会期间行使市委职权。

## 职责
根据《中国共产党地方委员会工作条例》，中国共产党地方委员会主要实行政治、思想和组织领导，承担下列职能：
1. 对本地区重大问题作出决策。
2. 通过法定程序使党组织的主张成为地方性法规、地方政府规章或者其他政令。
3. 加强对本地区宣传思想文化工作的领导，牢牢掌握意识形态工作领导权、话语权。
4. 按照干部管理权限任免和管理干部，向地方国家机关、政协组织、人民团体、国有企事业单位等推荐重要干部。
5. 支持和保证人大、政府、政协、法院、检察院、人民团体等依法依章程独立负责、协调一致地开展工作，发挥这些组织中党组的领导核心作用。
6. 加强对本地区群团工作和统一战线工作的领导。
7. 动员、组织所属党组织和广大党员，团结带领群众实现党的目标任务。

## 机构设置
根据《湛江市机构改革方案》，中国共产党湛江市委员会设置工作机关16个。中共湛江市委设置下列机构：
- 中国共产党湛江市纪律检查委员会湛江市监察委员会机关
- 中国共产党湛江市委员会办公室
- 中国共产党湛江市委员会组织部
- 中国共产党湛江市委员会宣传部
- 中国共产党湛江市委员会统一战线工作部
- 中国共产党湛江市委员会社会工作部
- 中国共产党湛江市委员会政法委员会
- 中国共产党湛江市委员会政策研究室
- 中国共产党湛江市委员会网络安全和信息化委员会办公室
- 中国共产党湛江市委员会外事工作委员会办公室
- 中国共产党湛江市委员会机构编制委员会办公室
- 中国共产党湛江市委员会军民融合发展委员会办公室
- 中国共产党湛江市委员会台湾工作办公室
- 中国共产党湛江市委员会直属机关工作委员会
- 中国共产党湛江市委员会巡察工作领导小组办公室
- 中国共产党湛江市委员会老干部局